# Schizodactylus hesperus
Schizodactylus hesperus, vrsta kukca ravnokrilca (orthoptera) iz porodice Schizodactylidae. Otkriven je u Afganistanu 1967. u blizini Jalalabada
Nema ni sinonimnih ni poznatih narodnih naziva.